# 8月31日
8月31日（はちがつさんじゅういちにち）は、グレゴリオ暦で年始から243日目（閏年では244日目）にあたり、年末まであと122日ある。8月の最終日である。

## できごと

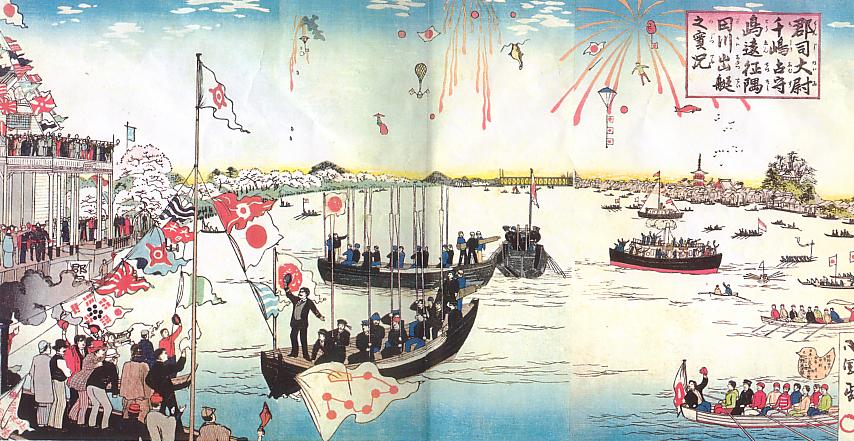
郡司成忠ら千島報效義会が占守島に上陸し、開拓を開始(1893)。画像は3月20日の出航

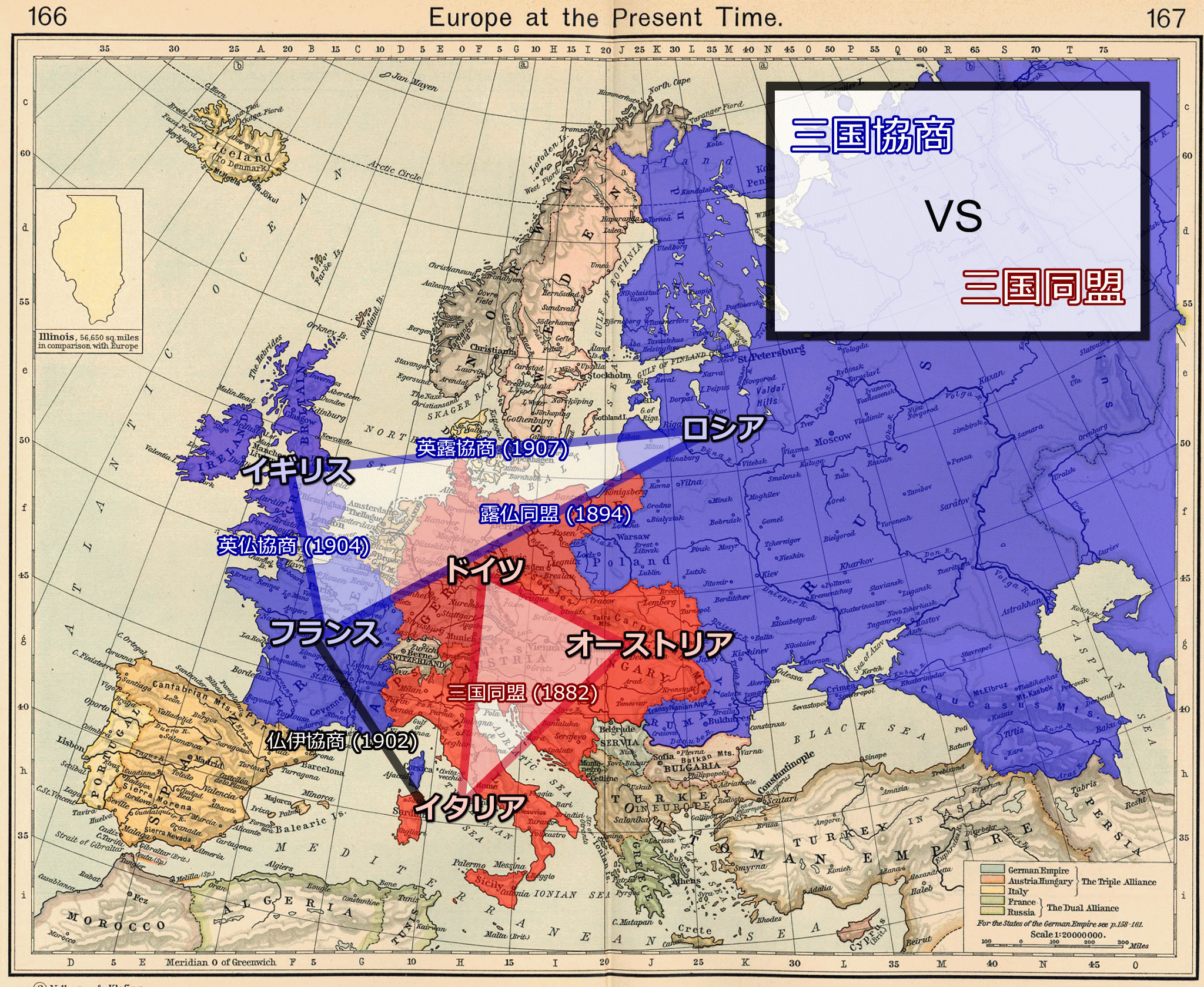
英露協商が締結され三国協商成立(1907)

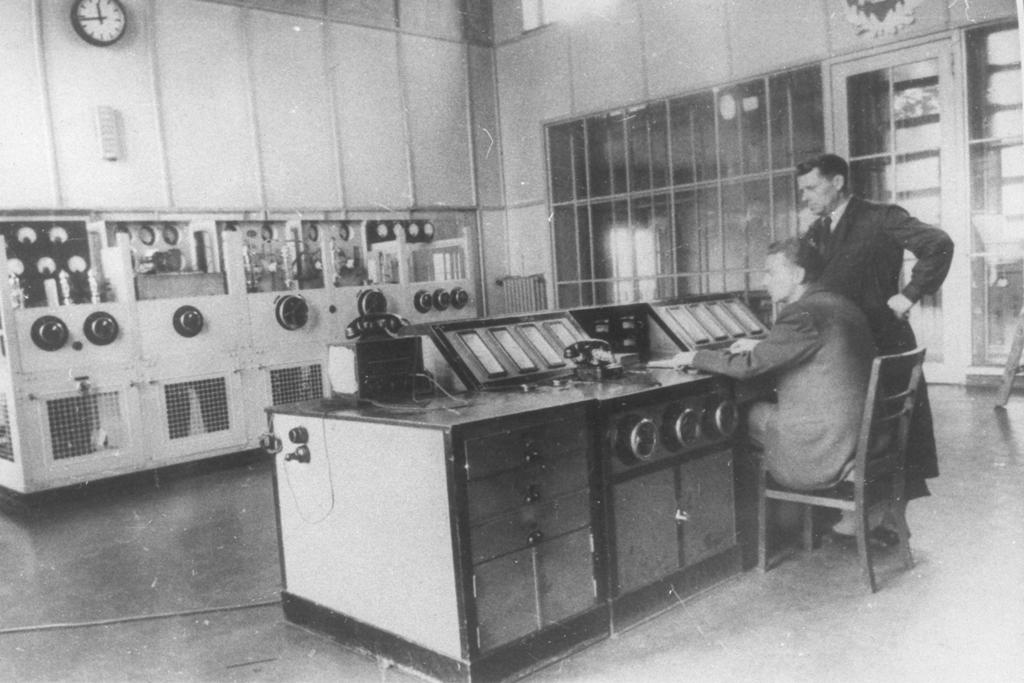
ポーランド侵攻の口実とされたグライヴィッツ事件(1939)。ポーランド人を騙ったドイツ工作員によるラジオ局襲撃事件。

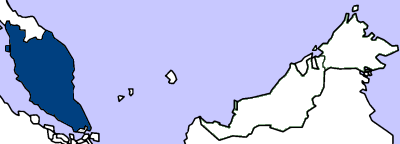
マラヤ連邦独立(1957)。ボルネオ島北部は含まれていない。

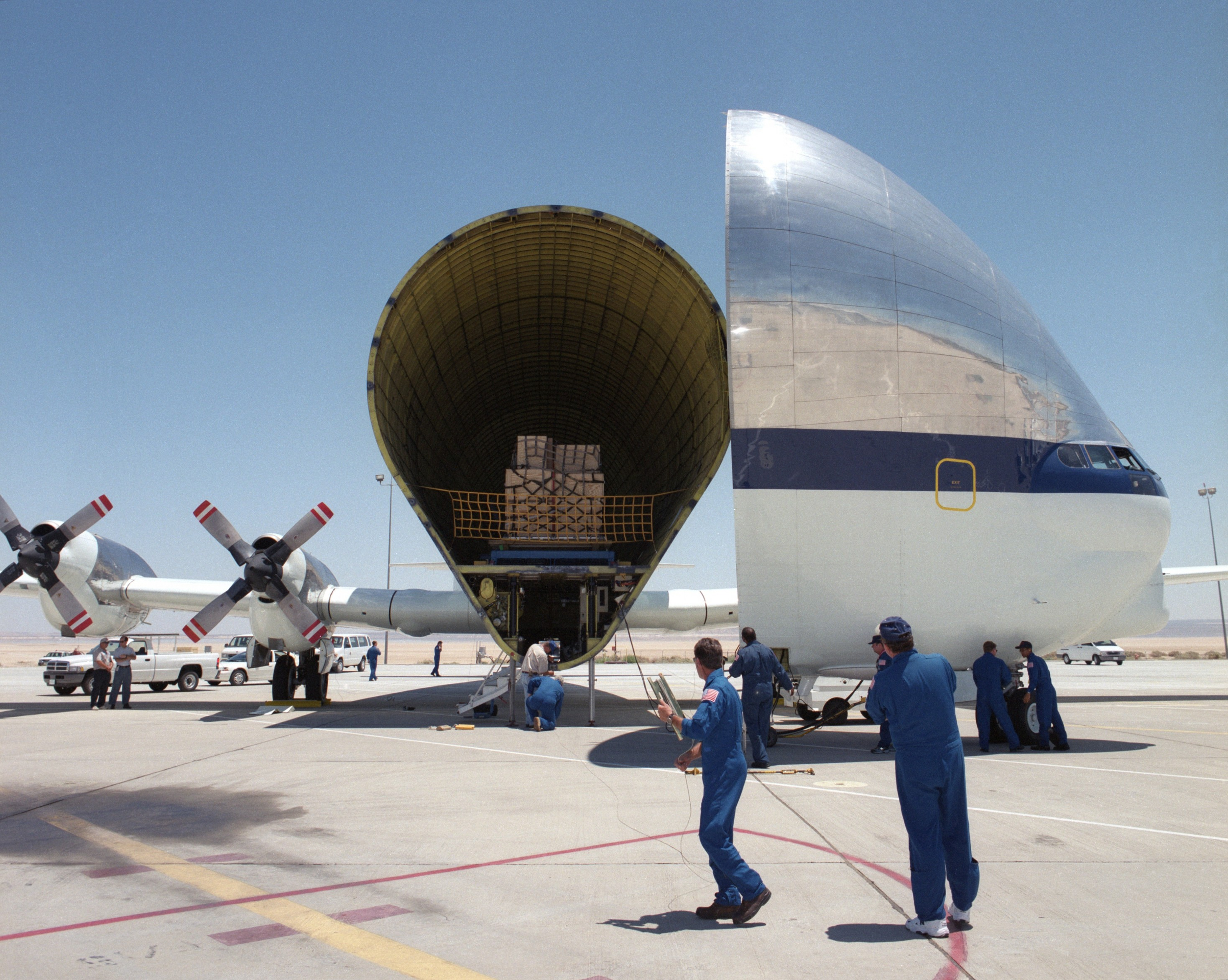
貨物機スーパーグッピー初飛行(1965)

- 1056年 - テオドラが病死。ビザンツ帝国のマケドニア朝が断絶する。
- 1217年 - フェルナンド3世がカスティーリャ王に即位。
- 1218年 - アル・カーミルがアイユーブ朝第5代スルタンに即位。
- 1314年 - ノルウェー王ホーコン5世が首都をベルゲンからオスロに移す。
- 1422年 - ヘンリー6世が生後9か月でイングランド王に即位。
- 1535年 - ローマ教皇パウルス3世がテューダー朝のイングランド王ヘンリー8世をカトリック教会から追放する。
- 1614年（慶長19年7月26日） - 徳川家康が、豊臣秀頼が再建した方広寺の鐘の「国家安康」の文字に言いがかりをつけ落慶法要を延期させる。大坂冬の陣のきっかけに。
- 1763年 - ブラジル植民地の首都がサルヴァドールからリオ・デ・ジャネイロに移される。
- 1776年 - ウィリアム・リヴィングストンが初代ニュージャージー州知事（当時は邦知事といった）に就任する。
- 1798年 - フランスの援助を受けた1798年のアイルランド反乱軍がコナハト共和国（英語版）を建国すると宣言する。
- 1813年 - 半島戦争: サン・マルシャルの戦い（英語版）。
- 1848年 - ヨハン・シュトラウス1世の『ラデツキー行進曲』がウィーンで初演。
- 1864年 - 南北戦争: ジョーンズバラの戦いが始まる。
- 1876年 - アブデュルハミト2世がオスマン帝国の皇帝に即位。
- 1888年 - イギリスで「切り裂きジャック」による最初の殺人事件が発生。
- 1892年 - 日本で伊藤博文が第5代内閣総理大臣に就任し、第2次伊藤内閣が発足。
- 1893年 - 郡司成忠海軍大尉ら千島報效義会が占守島に上陸し、開拓を開始。
- 1895年 - フェルディナント・フォン・ツェッペリンが飛行船航行の特許を取得。
- 1896年 - 陸羽地震、M7.2、死者210人。
- 1897年 - トーマス・エジソンがキネトスコープの特許を取得。
- 1907年 - 英露協商締結により三国協商が成立。
- 1918年 - 第一次世界大戦: モン・サン・クエンタンの戦い（英語版）が始まる。
- 1923年 - ギリシャのケルキラ島（コルフ島）をイタリア海軍が砲撃・占領（コルフ島事件）。
- 1928年 - クルト・ヴァイル作曲のオペレッタ『三文オペラ』がベルリンで初演。
- 1931年 - 青年日本号が最終目的地ローマに到着。日本初の学生訪欧飛行を完遂。
- 1931年 - チリで艦隊の反乱が起こる。
- 1939年 - ドイツ工作員がポーランドのラジオ局襲撃を自作自演したグライヴィッツ事件。
- 1949年 - キティ台風が関東地方に上陸。死者135人、行方不明25人。
- 1949年 - ギリシャ内戦: ギリシャ民主軍がグラモス山で敗北しアルバニアに撤退、以降9月に民主軍の大部分が降伏する。
- 1957年 - マラヤ連邦（現在のマレーシア）がイギリスから独立。
- 1959年 - ゴー・ディン・ヌーによるノロドム・シハヌークの小包爆弾爆殺未遂事件。
- 1962年 - トリニダード・トバゴがイギリスから独立。
- 1965年 - 貨物機スーパーグッピーが初飛行[1]。
- 1967年 - 駐日アメリカ合衆国大使館の敷地内に男が侵入、正面玄関前に止まっていた自動車にガソリンがかけられて放火された[2]。
- 1972年 - 日本の田中角栄首相とリチャード・ニクソン米大統領がハワイで会談[3]。ロッキード事件の端緒[4]。
- 1982年 - 横浜スタジアム審判集団暴行事件発生。
- 1984年 - 沖縄県の極東放送がAM放送を終了、翌日からエフエム沖縄に改組してFM放送局に移行。
- 1986年 - アエロメヒコ航空498便空中衝突事故発生。
- 1986年 - 客船アドミラル・ナヒーモフが大型貨物船「ピョートル・ワセフ」（Pyotr Vasev、1万8604トン）と衝突し沈没する。
- 1987年 - タイ航空365便墜落事故。
- 1988年 - 福岡県のJR九州・上山田線がこの日限りで廃止[5]。
- 1988年 - デルタ航空1141便墜落事故。
- 1991年 - キルギスがソビエト連邦からの独立を宣言。
- 1992年 - パスカル・リスバがコンゴ共和国大統領に就任。
- 1993年 - ロシア軍がリトアニアからの撤兵を完了。
- 1994年 - 北アイルランド問題: IRA暫定派が停戦を発表[6]。
- 1994年 - 49年間旧東ドイツに駐留していたロシア（旧ソ連）軍の撤退が完了[7]。
- 1994年 - ロシア軍がエストニアからの撤兵を完了。
- 1994年 - ディスコジュリアナ東京が閉店。
- 1996年 - クルドのマスード・バルザニがサダム・フセインに対クルディスタン愛国同盟の援軍を要請、クルド人自治区の首都アルビールにイラク軍が押し寄せる。
- 1997年 - ダイアナ元イギリス皇太子妃が交通事故で死去。
- 1998年 - 北朝鮮によるミサイル発射実験 (1998年): 北朝鮮が弾道ミサイルテポドン1号を発射。
- 1998年 - 原宿の歩行者天国が廃止される。
- 1999年 - モスクワのショッピングモールでロシア高層アパート連続爆破事件の最初の爆弾テロが発生。
- 1999年 - LAPA 3142便離陸失敗事故。
- 2001年 - びわ湖タワー、行川アイランドがこの日限りで閉園。
- 2006年 - 奈良ドリームランドがこの日限りで閉園。
- 2006年 - 2004年8月に盗難にあい行方不明となっていたムンクの「叫び」と「マドンナ」がオスロ市内で発見される。
- 2007年 - キャラクター・ボーカル・シリーズ「初音ミク」が発売される[8]。
- 2014年 - 2014年iCloudからの著名人プライベート写真大量流出事件: ハリウッドスターら有名人100人以上のプライベート写真が流出するスキャンダルが発生[9][10][11]。
- 2020年 - 1926年に営業を開始したとしまえんがこの日限りで閉園。94年の歴史に幕を閉じた[12]。
- 2020年 - 1992年に開店したバンコク伊勢丹がこの日限りで閉店[13]。
- 2022年 - パレットタウン大観覧車が最後の営業日を迎える。
- 2022年 - 三井物産と三菱商事が「サハリン2」の新たな運営会社への参画をロシア政府から承認されたことを発表[14]。
- 2022年 - 日産・マーチの日本国内販売終了[15]。
- 2023年 - セブン＆アイ・ホールディングス傘下の「そごう・西武」の売却に反発する同社の労働組合が、西武の池袋本店で国内の大手デパートで61年ぶりとなるストライキを決行[16]。同日、セブン＆アイ・ホールディングスは臨時の取締役会を開き、そごう・西武を9月1日に米投資ファンドに売却することを決議[17]。

## 誕生日

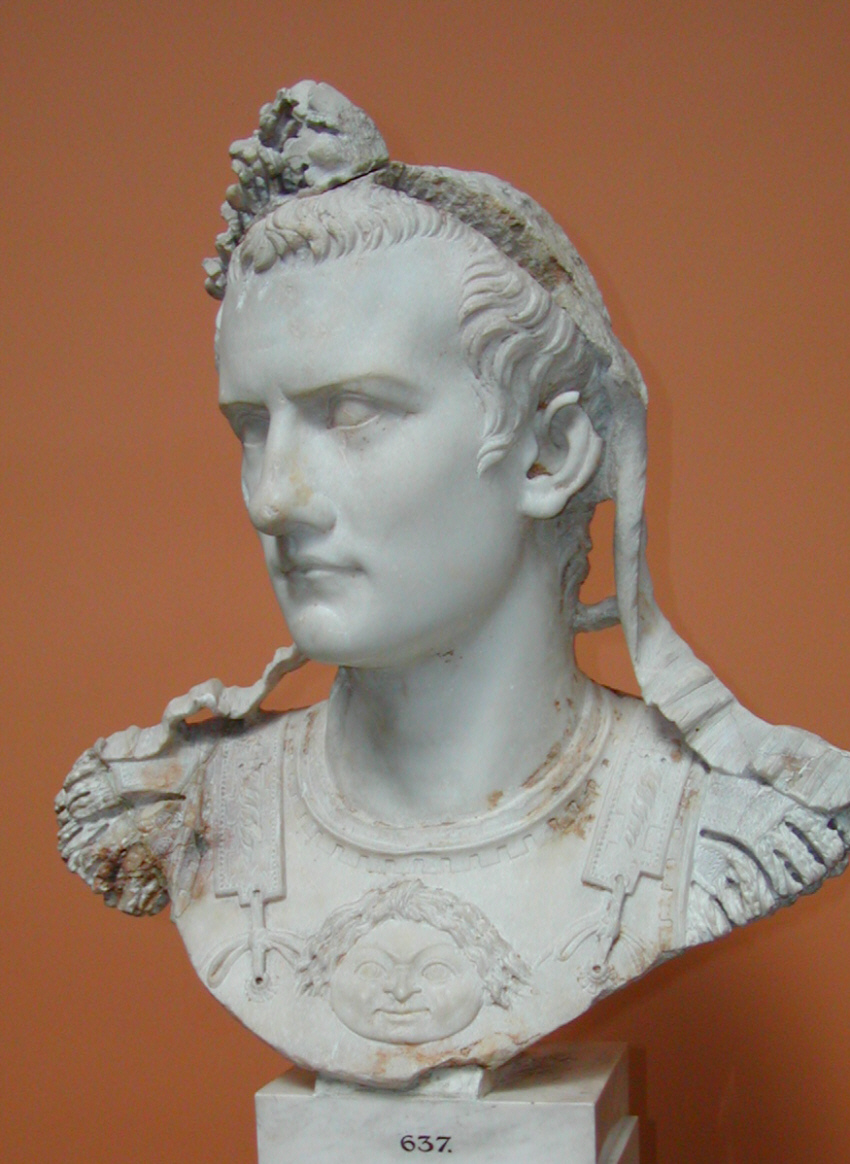
第3代ローマ帝国皇帝、カリグラ(12-41)誕生。「カリグラ」の名は幼少時に履いていた軍用サンダル「カリガ」に由来。

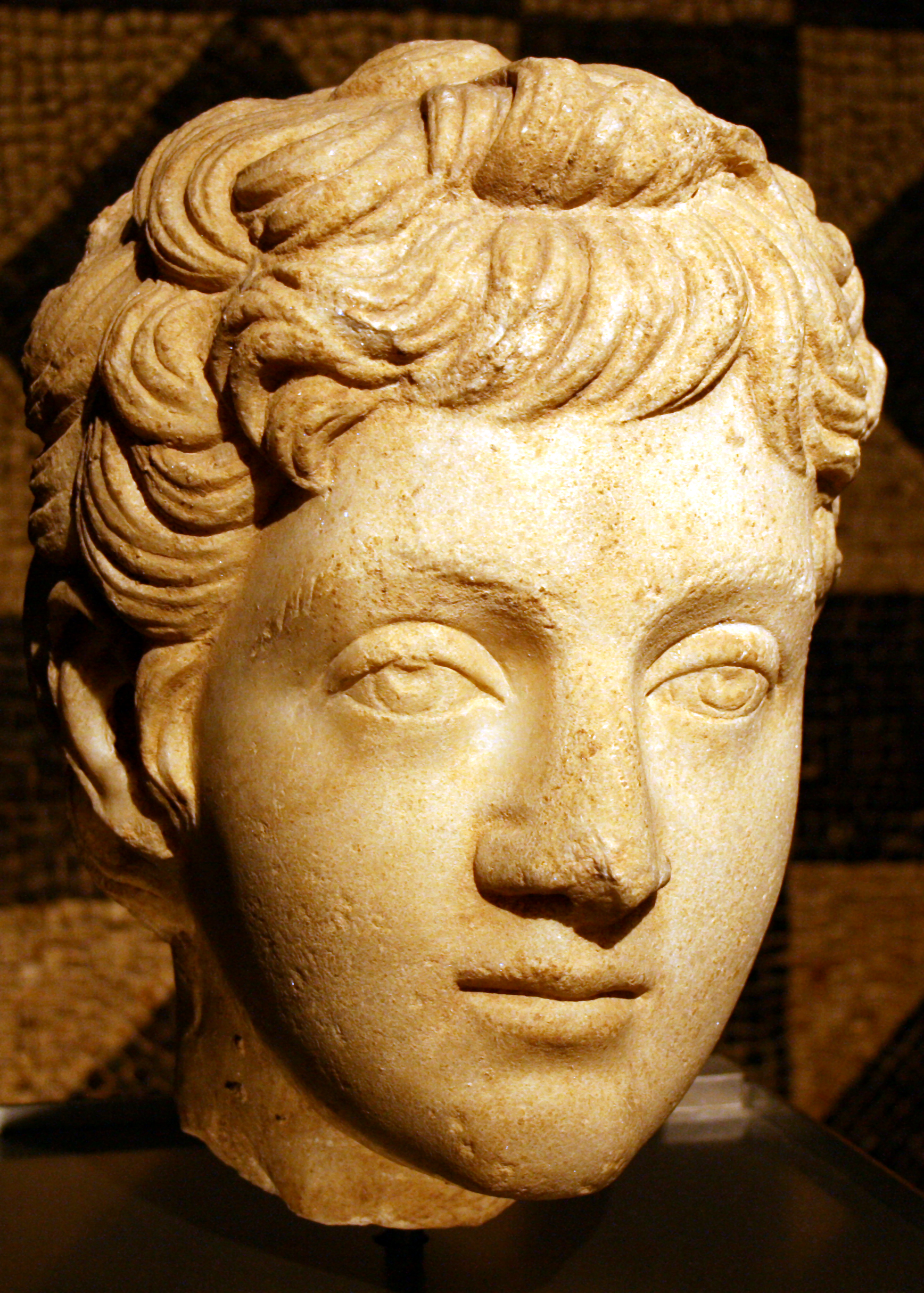
第17代ローマ帝国皇帝、コンモドゥス(161-192)誕生。

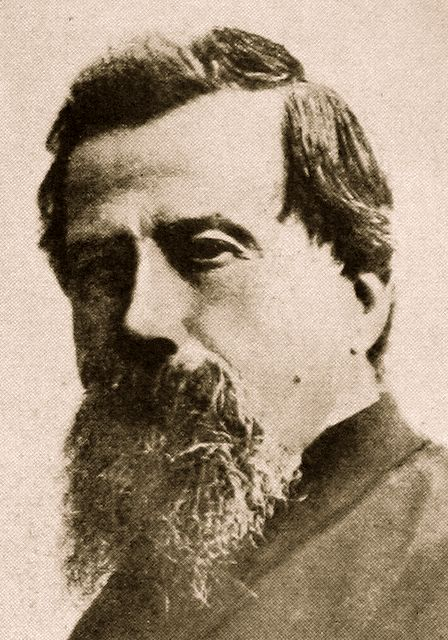
オペラ作曲家、アミルカレ・ポンキエッリ(1834-1886)誕生。

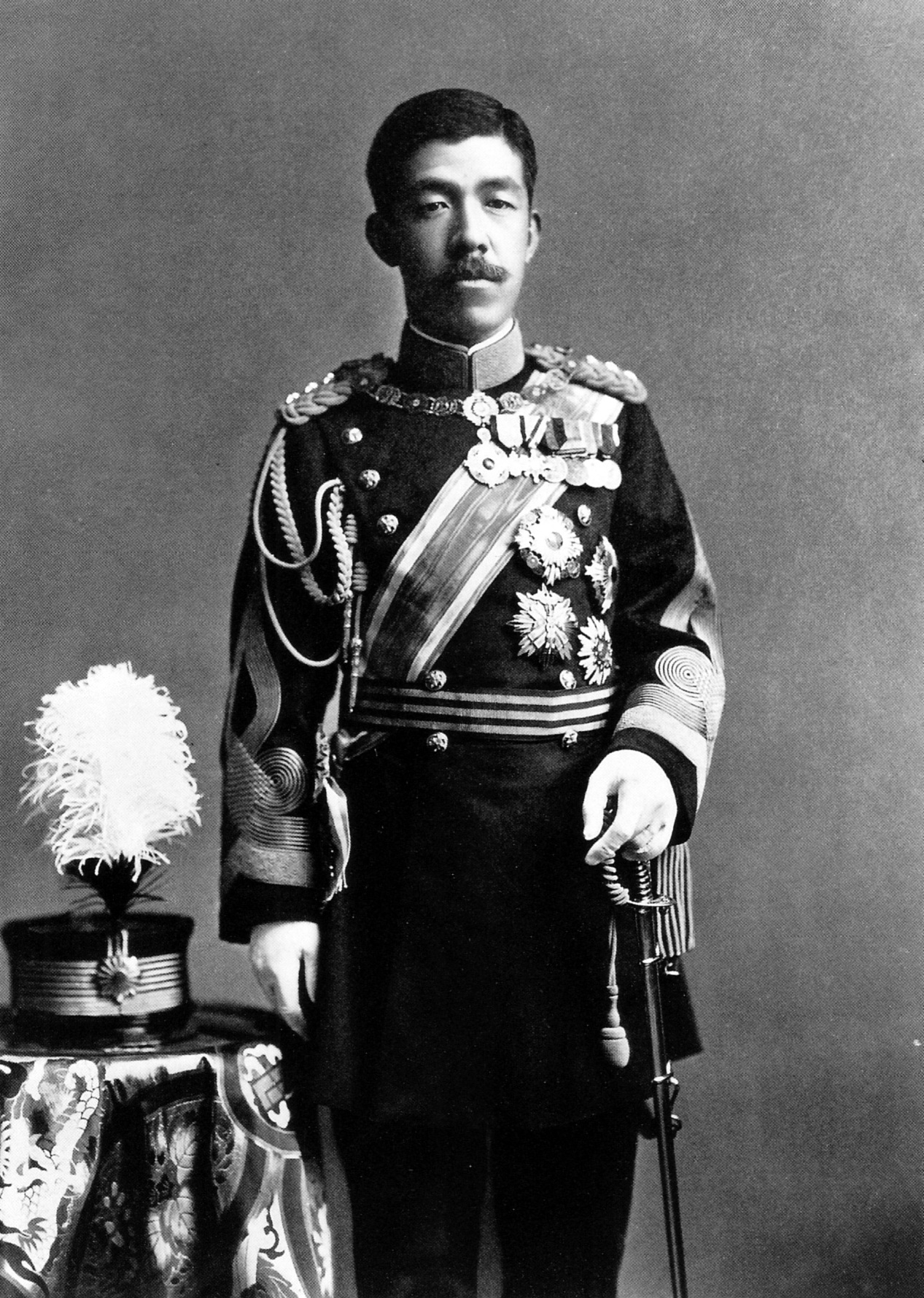
第123代天皇、大正天皇(1879-1926)誕生。

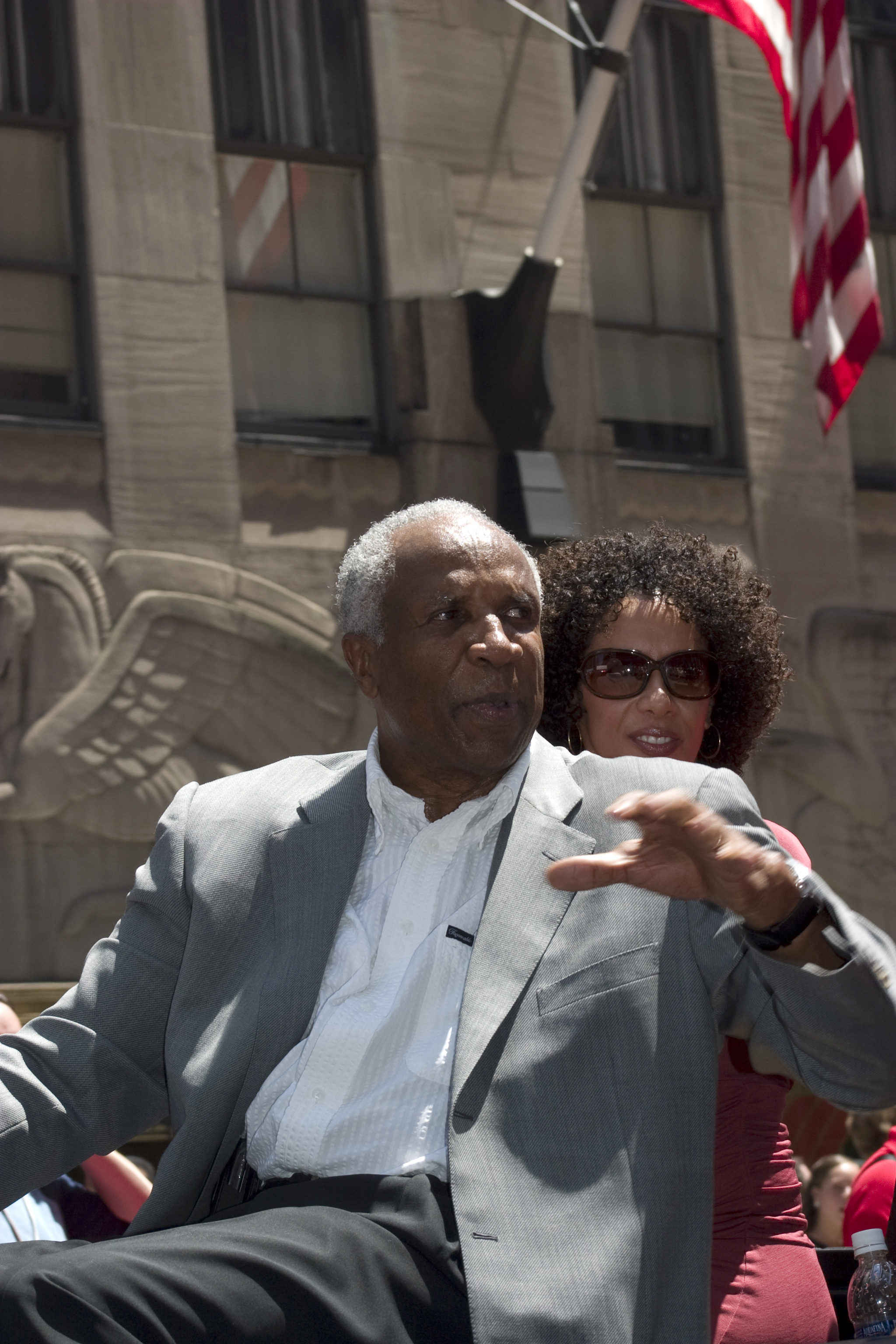
大リーガー、フランク・ロビンソン(1935-)誕生。アフリカ系アメリカ人初のMLB監督となった

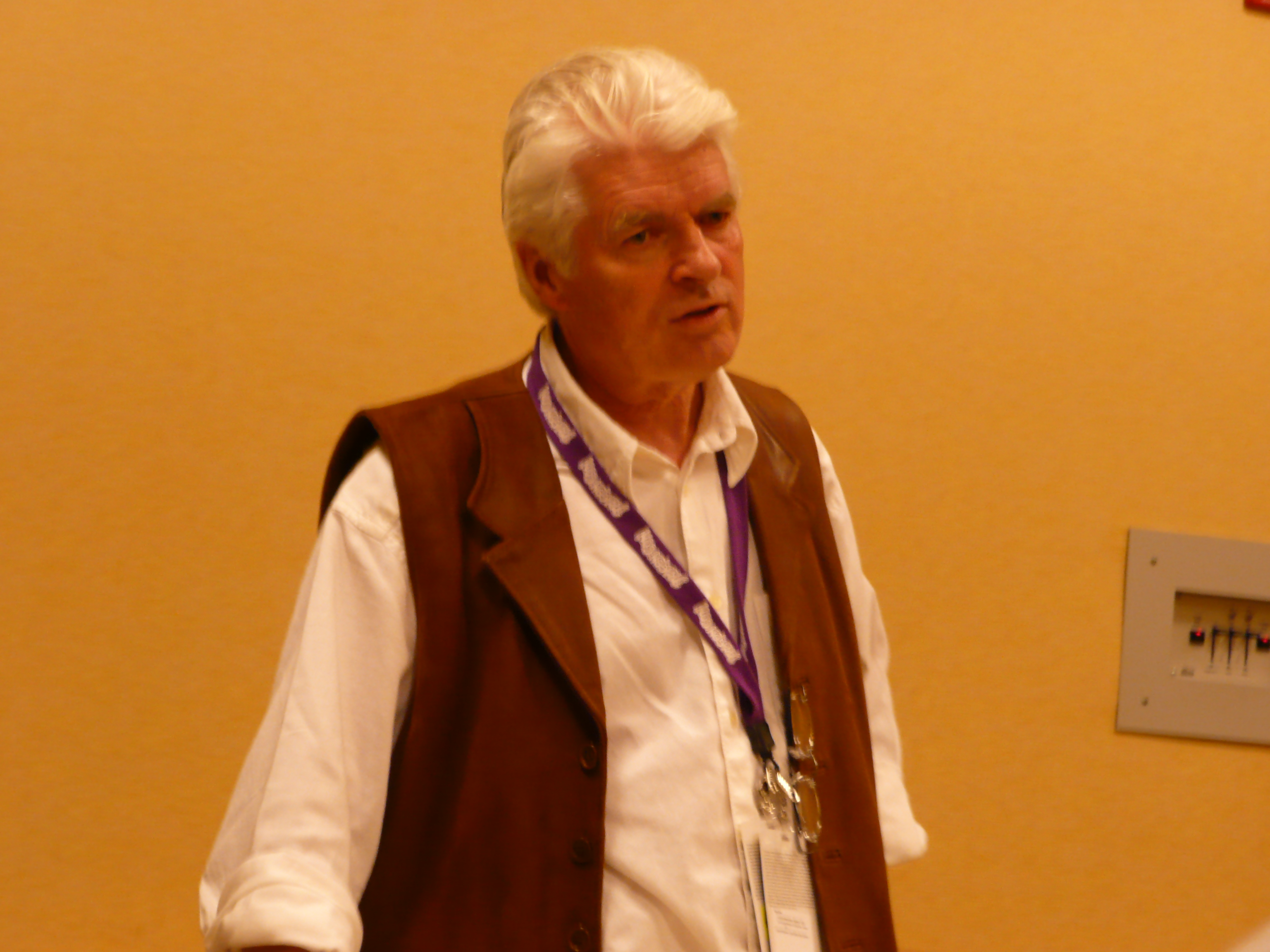
アートデザイナー、ロジャー・ディーン(1944-)誕生。

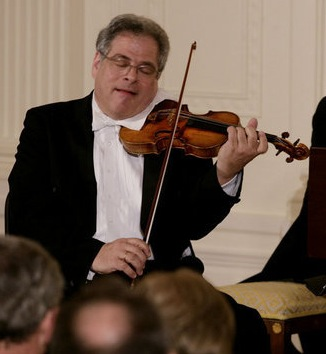
ヴァイオリニスト、イツァーク・パールマン(1945-)誕生。

- 12年 - カリグラ、第3代ローマ皇帝（+ 41年）
- 161年 - コンモドゥス[18]、第17代ローマ皇帝（+ 192年）
- 1018年 - 靖宗、第10代高麗国王（+ 1046年）
- 1168年（大定8年7月27日） - 章宗、第6代金皇帝（+ 1208年）
- 1542年 - イザベッラ・デ・メディチ（+ 1576年）
- 1569年 - ジャハーンギール、第4代ムガル帝国皇帝（+ 1627年）
- 1602年 - アマーリエ・フォン・ゾルムス＝ブラウンフェルス、フレデリック・ヘンドリックの妃（+ 1675年）
- 1625年（寛永2年7月29日） - 徳川光友、尾張藩第2代藩主（+ 1700年）
- 1645年（正保2年7月10日） - 池田政言、鴨方藩初代藩主（+ 1700年）
- 1652年 - フェルディナンド・カルロ・ゴンザーガ＝ネヴェルス、ゴンザーガ家出身者としては最後のマントヴァ公爵およびモンフェッラート公爵（+ 1708年）
- 1663年 - ギヨーム・アモントン、温度計を制作した物理学者（+ 1705年）
- 1708年（宝永5年7月16日） - 青山忠朝、篠山藩初代藩主（+ 1760年）
- 1717年（享保2年7月25日） - 宗義蕃、対馬府中藩第9代藩主（+ 1775年）
- 1721年 - 第2代ブリストル伯爵ジョージ・ハーヴィー、グレートブリテン王国の貴族、政治家（+ 1775年）
- 1741年 - ジャン・ポール・マルティーニ、作曲家（+ 1816年）
- 1748年 - ジャン・エティエンヌ・デスプレ（英語版）、バレエダンサー、振付師（+ 1820年）
- 1760年 - アリスティード・デュプティ＝トゥアール、軍人、ナイルの海戦の英雄（+ 1798年）
- 1767年 - ヘンリー・ジョイ・マクラッケン（ユナイテッド・アイリッシュメン協会（英語版）の創設メンバーのひとり（+ 1798年）
- 1769年 - デヴィッド・ホサック（英語版）、医師（+ 1835年）
- 1775年 - アグネス・バルマー（英語版）、詩人（+ 1836年）
- 1786年 - ミシェル＝ウジェーヌ・シュヴルール、化学者（+ 1889年）
- 1802年 - フセイン・グラダシュチェヴィッチ（英語版）、オスマン帝国の将軍（+ 1834年）
- 1804年 - ホーレス・ケプロン、軍人、政治家（+ 1885年）
- 1807年 - 初代リスガー男爵ジョン・ヤング（英語版）（+ 1876年）
- 1809年 - オズヴァルト・ヘール、地質学者、博物学者（+ 1883年）
- 1820年（文政3年7月23日） - 田村邦行、一関藩第8代藩主（+ 1857年）
- 1821年 - ヘルマン・フォン・ヘルムホルツ、生理学者、物理学者（+ 1894年）
- 1823年 - ガルーシャ・A・グロー（英語版）、 第28代アメリカ合衆国下院議長（+ 1907年）
- 1832年 - チャールズ・ワーグマン、画家、漫画家（+ 1891年）
- 1834年 - アミルカレ・ポンキエッリ、作曲家（+ 1886年）
- 1842年 - ジョセフィン・サン・ピエール・ラフィン（英語版）、ジャーナリスト（+ 1924年）
- 1843年 - ゲオルク・フォン・ヘルトリング、ドイツ帝国の第7代帝国宰相（+ 1919年）
- 1853年 - アレクセイ・ブルシーロフ、軍人、ブルシーロフ攻勢の指揮者]（+ 1926年）
- 1826年（嘉永3年8月2日） - 土方雄志、菰野藩第13代藩主（+ 1931年）
- 1870年 - マリア・モンテッソーリ、医学博士、教育者（+ 1952年）
- 1874年 - エドワード・ソーンダイク、心理学者、教育学者（+ 1949年）
- 1875年 - エディ・プランク、プロ野球選手（+ 1926年）
- 1876年 - ヴァイオレット・ギブソン、1926年にベニート・ムッソリーニの暗殺を試みたアイルランド人女性（+ 1956年）
- 1878年 - 鏑木清方、日本画家（+ 1972年）
- 1878年 - フランク・ジャーヴィス、陸上選手（+ 1933年）
- 1879年 - 大正天皇、第123代天皇（+ 1926年）
- 1879年 - アルマ・マリア・マーラー＝ヴェルフェル、グスタフ・マーラーの妻（+ 1964年）
- 1880年 - ウィルヘルミナ、オランダ女王（+ 1962年）
- 1882年 - ハリー・ポーター、陸上競技選手（+ 1965年）
- 1884年 - ジョージ・サートン（英語版）、科学史家（+ 1956年）
- 1885年 - ダボース・ヘイワード（英語版）、作家（+ 1940年）
- 1889年 - 荒尾之茂、華族（+ 1962年）
- 1893年 - リリー・ラスキーヌ、ハープ奏者（+ 1988年）
- 1896年 - ブライアン・エドモンド・ベイカー（英語版）、空軍元帥（+ 1979年）
- 1897年 - フレドリック・マーチ、俳優（+ 1975年）
- 1899年 - 森八三一、政治家、元参議院議員、参議院副議長（+ 1990年）
- 1901年 - 二出川延明、元プロ野球選手、審判（+ 1989年）
- 1902年 - ゲザ・レーヴェース（英語版）、ハンガリー国防相（+ 1977年）
- 1905年 - ドア・シャリー、映画プロデューサー（+ 1980年）
- 1907年 - ラモン・マグサイサイ、政治家、第7代フィリピン大統領（+ 1957年）
- 1907年 - アルティエロ・スピネッリ、共産主義者（+ 1986年）
- 1907年 - レイ・ベレス（英語版）、プロ野球選手（+ 2007年）
- 1908年 - ウィリアム・サローヤン、小説家（+ 1981年）
- 1908年 - 森野米三、物理化学者（+ 1995年）
- 1909年 - 2代目神田山陽、講談師（+ 2000年）
- 1909年 - フランソワ・フェイト、ジャーナリスト（+ 2008年）
- 1910年 - ラウル・ユバック、写真家（+ 1985年）
- 1912年 - 手塚勝巳、元プロ野球選手、俳優、スーツアクター（+ 没年不詳）
- 1913年 - ヘレン・レヴィット、写真家（+ 2009年）
- 1913年 - アルフレッド・チャールズ・バーナード・ラヴェル、電波天文学者（+ 2012年）
- 1914年 - 平岩外四、実業家、 東京電力会長、第7代経団連会長（+ 2007年）
- 1914年 - リチャード・ベイスハート、俳優（+ 1984年）
- 1915年 - 菊矢吉男、元プロ野球選手（+ 1990年）
- 1915年 - ピート・ニューウェル（英語版）、バスケットボール選手（+ 2008年）
- 1916年 - ジョン・ウォルド、地質学者、政治家（+ 2017年）
- 1916年 - ダニー・リトワイラー（英語版）、プロ野球選手（+ 2011年）
- 1918年 - 松下三十郎、科学者、北海道大学名誉教授（+ 2004年）
- 1918年 - アラン・ジェイ・ラーナー、作詞家（+ 1986年）
- 1919年 - アムリタ・プリタム（英語版）、詩人（+ 2005年）
- 1921年 - レイモンド・ウィリアムズ、作家（+ 1988年）
- 1921年 - チャブ・フィーニー（英語版）、野球監督（+ 1994年）
- 1922年 - 江橋節郎、生理学者（+ 2006年）
- 1924年 - バディ・ハケット、俳優（+ 2003年）
- 1924年 - ハーバート・ワイズ（英語版）、映画監督（+ 2015年）
- 1925年 - 天谷直弘、官僚、エコノミスト（+ 1994年）
- 1925年 - モーリス・ピアラ、映画監督（+ 2003年）
- 1928年 - 田村高廣、俳優（+ 2006年）
- 1928年 - ジェームス・コバーン、俳優（+ 2002年）
- 1928年 - ハイ・メシン、枢機卿（+ 2005年）
- 1931年 - 高橋和巳、小説家、中国文学者（+ 1971年）
- 1931年 - ジャン・ベリヴォー、アイスホッケー選手（+ 2014年[19]）
- 1931年 - ノーブル・ウィリンガム、俳優（+ 2004年）
- 1935年 - フランク・ロビンソン、元プロ野球選手（+ 2019年）
- 1935年 - ロゼンダ・モンテロス、女優（+ 2018年）
- 1936年 - イーゴリ・ジューコフ、ピアニスト、指揮者、音響技師（+ 2018年）
- 1937年 - ウォーレン・バーリンジャー（英語版）、俳優（+ 2020年）
- 1938年 - ヴィーラント・クイケン、ヴィオラ・ダ・ガンバ奏者、チェリスト
- 1938年 - 山本兵吾、プロ野球選手（+ 1999年）
- 1938年 - マーティン・ベル（英語版）、英国ユニセフ親善大使
- 1940年 - アラン・カルマ、フィギュアスケート選手
- 1940年 - ジャック・トンプソン、俳優
- 1940年 - ウィルトン・フェルダー、ジャズサックス奏者（+ 2015年）
- 1941年 - エマヌエル・ヌネス、作曲家（+ 2012年）
- 1942年 - 青木功、プロゴルファー
- 1943年 - レオニード・アイヴァショフ（英語版）、軍人
- 1944年 - ロジャー・ディーン、画家、アートデザイナー
- 1944年 - フランス・カステル（英語版）、歌手、女優
- 1945年 - ヴァン・モリソン、ミュージシャン
- 1945年 - ボブ・ウェルチ、ミュージシャン（+ 2012年）
- 1945年 - レオニード・ポポフ、宇宙飛行士
- 1945年 - イツァーク・パールマン、ヴァイオリニスト
- 1945年 - 川口清史、経済学者、学校法人立命館総長
- 1945年 - イツァーク・パールマン、ヴァイオリニスト、指揮者
- 1946年 - ジェローム・コルシ（英語版）、作家
- 1947年 - 新宅冨士夫、実業家、三次ケーブルビジョン社長、元アナウンサー
- 1947年 - 大島弓子、漫画家
- 1947年 - ソムチャーイ・ウォンサワット、政治家、タイ首相
- 1947年 - ルカ・ディ・モンテゼーモロ、元フェラーリ会長
- 1947年 - アニマル浜口、元プロレスラー
- 1948年 - 志賀廣太郎、俳優（+ 2020年）
- 1948年 - ハラルド・アートル、レーサー（+ 1982年）
- 1948年 - ホルガー・オジェック、サッカー選手
- 1948年 - ルドルフ・シェンカー、ギタリスト
- 1949年 - リチャード・ギア、俳優
- 1949年 - 平田誠一郎、政治家
- 1949年 - 大和田正海、元プロ野球選手
- 1949年 - ヒュー・デビッド・ポリツァー、物理学者
- 1950年 - 関根清三、倫理学者、聖書学者、東京大学名誉教授
- 1950年 - アン・マクレラン（英語版）、政治家
- 1951年 - 柳田豊、元プロ野球選手
- 1952年 - キム・カシュカシャン、ビオラ奏者
- 1953年 - パーヴェル・ヴィノグラードフ、宇宙飛行士
- 1953年 - 小林よしのり、漫画家
- 1953年 - ミゲル・アンヘル・ゲーラ、レーサー
- 1953年 - 成原茂、政治家
- 1954年 - キャロライン・コッシー、モデル
- 1954年 - ジュリー・ブラウン（英語版）、女優、コメディアン
- 1955年 - エドウィン・モーゼス、陸上選手
- 1955年 - オレク・クルパ、俳優
- 1956年 - 斎藤志郎、声優
- 1956年 - 田代まさし、元タレント
- 1956年 - 蔡英文、中華民国総統
- 1957年 - 藤倉多祐、元プロ野球選手
- 1958年 - 日比野克彦、イラストレーター
- 1958年 - ジョン・ディーバス、元プロ野球選手
- 1958年 - 景山誠治、ヴァイオリニスト
- 1958年 - 小金沢昇司、演歌歌手（+ 2024年）
- 1958年 - セルジュ・ブランコ、ラグビー選手
- 1958年 - エリック・ゼムール、作家
- 1958年 - アン・レターノー（英語版）、女優
- 1959年 - 木下透、プロゴルファー、元プロ野球選手
- 1961年 - 杏里、歌手
- 1961年 - 栗田卓也、官僚
- 1962年 - 遠山俊也、俳優
- 1962年 - 遠藤勝代、声優
- 1962年 - 神津はづき、女優
- 1963年 - 萩生田光一、政治家
- 1963年 - 三浦研一、俳優
- 1964年 - 林紀恵、元アイドル歌手
- 1965年 - 別所哲也、俳優
- 1965年 - 八代目中村芝翫、歌舞伎役者
- 1966年 - 星ようこ、俳優
- 1967年 - 平松晶子、声優
- 1968年 - 野茂英雄、元プロ野球選手
- 1969年 - 匠ひびき、俳優、元宝塚歌劇団
- 1969年 - ネイサン・ミンチー、元プロ野球選手
- 1970年 - 三雲岳斗、小説家
- 1970年 - 山本樹、元プロ野球選手
- 1970年 - デボラ・ギブソン、歌手
- 1971年 - 青木宣篤、オートバイレーサー
- 1971年 - ヴァディム・レーピン、ヴァイオリニスト
- 1972年 - 三遊亭鬼丸、落語家
- 1973年 - 水森かおり、演歌歌手
- 1973年 - 藤井南美、気象予報士
- 1973年 - 松本洋平、政治家
- 1973年 - 立川吉幸、落語家
- 1974年 - 久保貴裕、元プロ野球選手
- 1975年 - SUWA、元プロレスラー、実業家
- 1975年 - 野田ちゃん、お笑いタレント
- 1976年 - 伊藤多賀之、シンガーソングライター（ブリーフ&トランクス、NapsaQ）
- 1976年 - 山田スタジアム、お笑い芸人（元ストリーク）
- 1977年 - 三浦綾子、アナウンサー
- 1977年 - 國友尚、放送作家、脚本家、研究者、実業家
- 1977年 - Leyona、シンガーソングライター
- 1977年 - クレイグ・ニコルズ、ミュージシャン（ザ・ヴァインズ）
- 1977年 - ジェフ・ハーディー、プロレスラー
- 1977年 - イアン・ハート、元サッカー選手
- 1981年 - 三須友博、お笑い芸人（ガリバートンネル）
- 1981年 - ラモン・ラミーレス、プロ野球選手
- 1981年 - スタニスラフ・ザハロフ、フィギュアスケート選手
- 1982年 - 森大輔、元プロ野球選手
- 1982年 - ペペ・レイナ、サッカー選手
- 1983年 - さくら、元タレント
- 1983年 - 甲斐名都、シンガーソングライター
- 1983年 - 川口りさ、女優
- 1983年 - 鰻和弘、お笑いタレント（銀シャリ）
- 1984年 - 石川愛理、女優
- 1984年 - マイケル・コレノ、フィギュアスケート選手
- 1985年 - エミリー・ベッドウェル、ラグビー選手、指導者
- 1986年 - アリャクサンドル・カザコウ、フィギュアスケート選手
- 1987年 - スティーブ・ジョンソン、元プロ野球選手
- 1988年 - マット・アダムス、プロ野球選手
- 1988年 - 大貫勇輔、ダンサー
- 1988年 - 伊藤弘美、フリーアナウンサー
- 1989年 - 桐山照史、アイドル、タレント（WEST.）
- 1989年 - 小鳥遊あず、タレント
- 1989年 - 松本竹馬、お笑いタレント（そいつどいつ）
- 1990年 - 舞花、シンガーソングライター
- 1990年 - 矢本悠馬、俳優
- 1990年 - 大累進、元プロ野球選手
- 1990年 - 宮城香里、女優
- 1991年 - 小寺真理、お笑いタレント、女優
- 1991年 - ヤクブ・スウォビィク、サッカー選手
- 1992年 - 阪口哲也、元プロ野球選手
- 1993年 - 今井遥、元フィギュアスケート選手
- 1993年 - 竹内舞、アイドル（元SKE48）
- 1995年 - 中村祐太、プロ野球選手
- 1995年 - 山本亜依、女優（元AKB48）
- 1996年 - 上茶谷大河、プロ野球選手
- 1997年 - 髙松望ムセンビ、陸上選手
- 1997年 - 伊藤大海、プロ野球選手
- 1997年 - 堀金蒼平、声優
- 1998年 - 川本紗矢、アイドル（元AKB48）
- 1998年 - 𠮷田圭太、陸上選手
- 1998年 - 下山莉子、サッカー選手
- 1999年 - 笠菜月、女優
- 1999年 - 滝川結女、サッカー選手
- 1999年 - ラモン・ソーサ、サッカー選手
- 2000年 - 松岡洸希、プロ野球選手
- 2001年 - 森七菜、女優
- 2001年 - 白藤環、VRアイドル（えのぐ）
- 2001年 - 村田賢一、プロ野球選手
- 2002年 - 崎山蒼志、シンガーソングライター
- 2002年 - 武田和馬、陸上競技選手
- 2002年 - 渡部聖弥、プロ野球選手
- 2002年 - 坂本達也、プロ野球選手
- 2004年 - ウォニョン、アイドル（IVE、元IZ*ONE）
- 生年不明 - カンザキカナリ 、声優
- 生年不明 - 中嶋ゆか 、漫画家

## 忌日

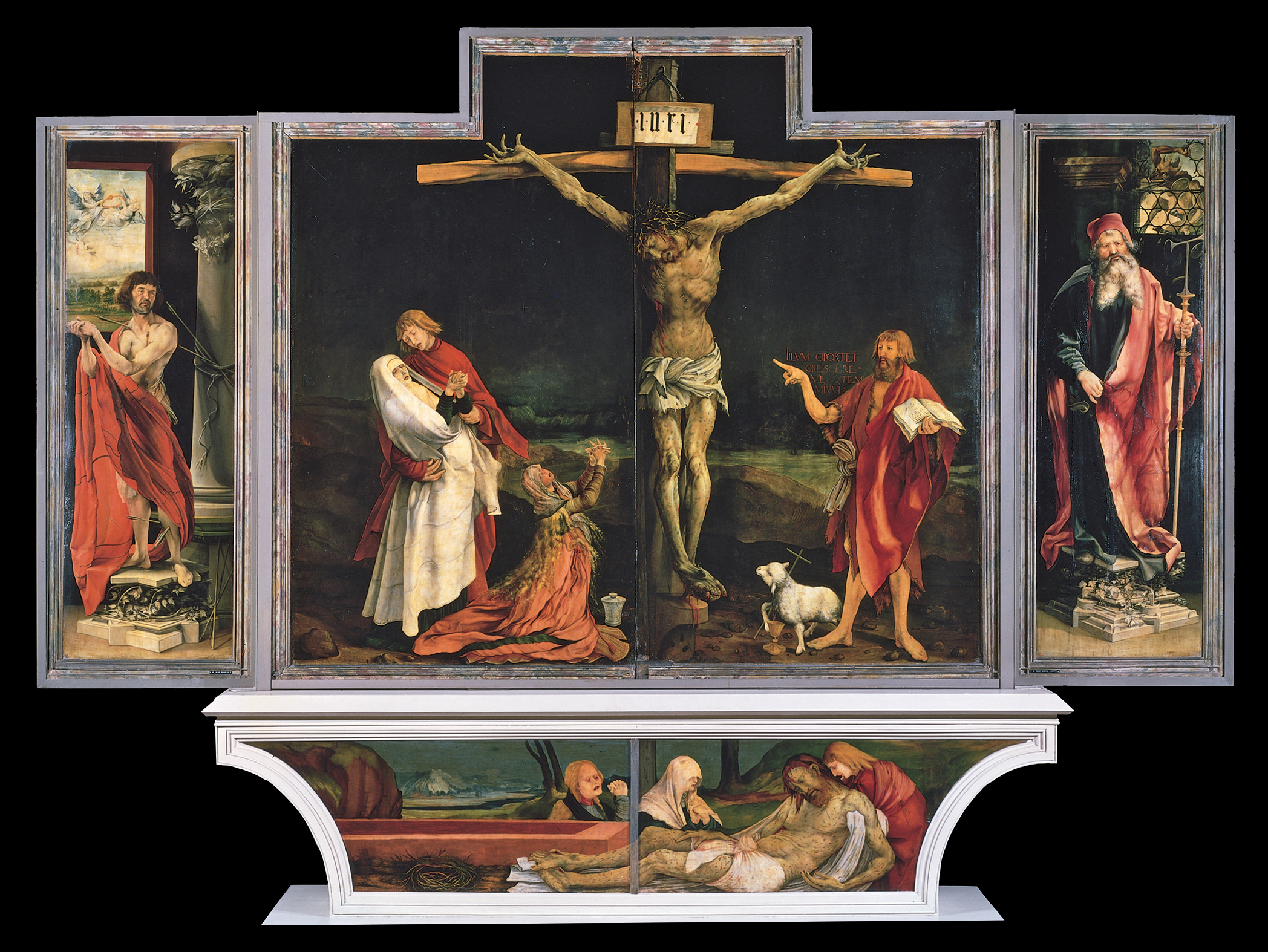
画家マティアス・グリューネヴァルト(1470頃-1528)没。画像は『イーゼンハイム祭壇画』

### 人物
- 731年（天平3年7月25日） - 大伴旅人、公卿、歌人（* 665年）
- 1056年 - テオドラ、東ローマ女帝（* 995年）
- 1158年 - サンチョ3世、カスティーリャ王（* 1134年）
- 1234年（天福2年8月6日） - 後堀河天皇、第86代天皇（* 1212年）
- 1422年 - ヘンリー5世[20]、イングランド王（* 1387年）
- 1528年 - マティアス・グリューネヴァルト、画家（* 1470年代?）
- 1589年 - ユーリィ・ダルマティン、聖書の翻訳家（* 1547年）
- 1593年（文禄2年8月5日） - 今井宗久、安土桃山時代の堺商人（* 1520年）
- 1654年 - オーレ・ヴォーム、医師、博物学者（* 1588年）
- 1688年 - ジョン・バニヤン、キリスト教聖職者（* 1628年）
- 1724年 - ルイス1世、スペイン王（* 1707年）
- 1762年（宝暦12年7月12日） - 桃園天皇、第116代天皇（* 1741年）
- 1795年 - フランソワ＝アンドレ・ダニカン・フィリドール、作曲家（* 1726年）
- 1801年（享和元年7月23日） - 長久保赤水、地理学者、漢学者（* 1717年）
- 1811年 - ルイ・アントワーヌ・ド・ブーガンヴィル、探検家（* 1729年）
- 1814年 - アーサー・フィリップ、イギリス海軍の大将、初代ニューサウスウェールズ州総督（* 1738年）
- 1859年（安政6年8月4日） - 九条幸経、江戸時代後期の公卿（* 1823年）
- 1864年 - フェルディナント・ラッサール、政治学者、労働運動家（* 1825年）
- 1867年 - シャルル・ボードレール、詩人（* 1821年）
- 1879年 - 坂本乙女、坂本龍馬の姉（* 1832年）
- 1880年 - 白石正一郎、商人（* 1812年）
- 1904年 - 橘周太、日本陸軍の中佐（* 1865年）
- 1911年 - ウィル・ホワイト、プロ野球選手（* 1854年）
- 1913年 - エルヴィン・フォン・ベルツ、医師（* 1849年）
- 1915年 - グリーン・バーディマン・ブラック、歯学者（* 1836年）
- 1920年 - ヴィルヘルム・ヴント、心理学者（* 1832年）
- 1940年 - レイモンド・ドゥーガン、天文学者（* 1878年）
- 1941年 - アルフレート・ヘットナー、地理学者（* 1859年）
- 1945年 - ステファン・バナフ、数学者（* 1892年）
- 1948年 - アンドレイ・ジダーノフ、政治家（* 1896年）
- 1956年 - 真崎甚三郎、日本陸軍の大将（* 1876年）
- 1956年 - イヴ・ナット、ピアニスト（* 1890年）
- 1963年 - ジョルジュ・ブラック、画家（* 1882年）
- 1965年 - E・E・スミス、SF作家（* 1890年）
- 1967年 - イリヤ・エレンブルク、小説家（* 1891年）
- 1969年 - ロッキー・マルシアノ、プロボクサー（* 1923年）
- 1973年 - ジョン・フォード、映画監督（* 1894年）
- 1985年 - フランク・マクファーレン・バーネット、ウイルス学者（* 1899年）
- 1986年 - ヘンリー・ムーア、彫刻家（* 1898年）
- 1986年 - ウルホ・ケッコネン、第8代フィンランド大統領（* 1900年）
- 1986年 - ゴッフレード・パリーゼ、作家、ジャーナリスト（* 1929年）
- 1990年 - セルゲイ・ボルコフ、フィギュアスケート選手（* 1949年）
- 1993年 - 小川環樹、中国文学者（* 1910年）
- 1997年 - ダイアナ妃、元イギリス皇太子妃（* 1961年）
- 1998年 - 笹岡繁蔵、声優（* 1948年）
- 2000年 - ルシール・フレッチャー、脚本家、作家（* 1912年）
- 2002年 - ライオネル・ハンプトン、ジャズヴィブラフォン奏者（* 1908年）
- 2002年 - ジョージ・ポーター、化学者（* 1920年）
- 2004年 - ジョー・バリー、スワンプ・ポップ歌手（* 1939年）
- 2005年 - ジョセフ・ロートブラット、物理学者（* 1908年）
- 2005年 - マイケル・シェアード、俳優（* 1940年）
- 2006年 - 東谷夏樹、プロ野球選手（* 1930年）
- 2006年 - 新谷琇紀、彫刻家（* 1937年）
- 2006年 - 稗田敏男、調教師（* 1918年）
- 2007年 - 横田久、元北海道放送アナウンサー（* 1949年）
- 2009年 - 深緑夏代、シャンソン歌手（* 1921年）
- 2010年 - 高橋政行、官僚、元農林水産事務次官、元日本中央競馬会理事長（* 1940年）
- 2011年 - 遠山茂樹、歴史学者、横浜市立大学名誉教授（* 1914年）
- 2012年 - 赤座憲久、児童文学者（* 1927年）
- 2013年 - 五味龍太郎、俳優（* 1933年）
- 2013年- 水口洋治、詩人（* 1948年）
- 2014年 - 播野明[21]、実業家、元タマノイ酢社長（* 1922年?）
- 2014年 - 高木久雄、ドイツ文学者、京都大学・京都外国語大学名誉教授（* 1924年）
- 2014年 - イヴ・カルセル、実業家、元ルイ・ヴィトン会長・最高経営責任者（* 1948年）
- 2015年 - 河井正安[22]、実業家、元共和電業社長（* 1923年?）
- 2015年 - 志摩健介[23]、化学者、宮崎大学名誉教授
- 2016年 - 三好銀、漫画家（* 1955年）
- 2016年 - 伊藤元太、元子役（* 1998年）
- 2017年 - 牧原のどか、小説家（* 1964年）
- 2018年 - キャロル・シェリー、女優（* 1939年）
- 2018年 - ルイジ・ルーカ・カヴァッリ＝スフォルツァ、集団遺伝学者、スタンフォード大学名誉教授（* 1922年）
- 2018年 - アレクサンドル・ザハルチェンコ、ウクライナの分離主義指導者、ドネツク人民共和国大統領・閣僚会議議長（* 1976年）
- 2019年 - 佐藤武敏、東洋史学者、大阪市立大学名誉教授（* 1920年）
- 2019年 - 横山孝雄、漫画家（* 1937年）
- 2019年 - イマニュエル・ウォーラーステイン、社会学者、歴史学者（* 1930年）
- 2020年 - 黒田脩、実業家、元野球選手（* 1929年）
- 2020年 - プラナブ・ムカルジー[24]、政治家、第13代インド大統領（* 1935年）
- 2020年- ジャン＝バチスト・メンディ、元プロボクサー、元WBC世界ライト級王者（* 1963年）
- 2021年 - 浜口義曠、元食糧庁長官・農林水産省事務次官、元日本中央競馬会理事長（* 1933年）
- 2021年 - 江崎マサル、音楽家、プロデューサー（* 1966年）
- 2021年 - フランチェスコ・モリーニ、元サッカー選手（* 1944年）
- 2022年 - 轡田隆史、ジャーナリスト、元朝日新聞編集委員（* 1936年）
- 2022年 - 倉田喜弘、芸能史研究家（* 1931年）
- 2022年 - リー・トーマス、元プロ野球選手、球団経営者、元フィラデルフィア・フィリーズGM（* 1936年）
- 2023年 - 橋場登[25]、実業家、元新日本空調社長（* 1931年）

### 人物以外（動物など）
- 2021年 - ドゥラメンテ、競走馬、種牡馬（* 2012年）

## 記念日・年中行事

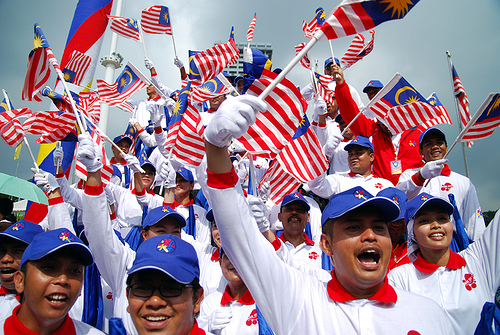
マレーシアの国家記念日（1957年にマラヤ連邦として独立）。

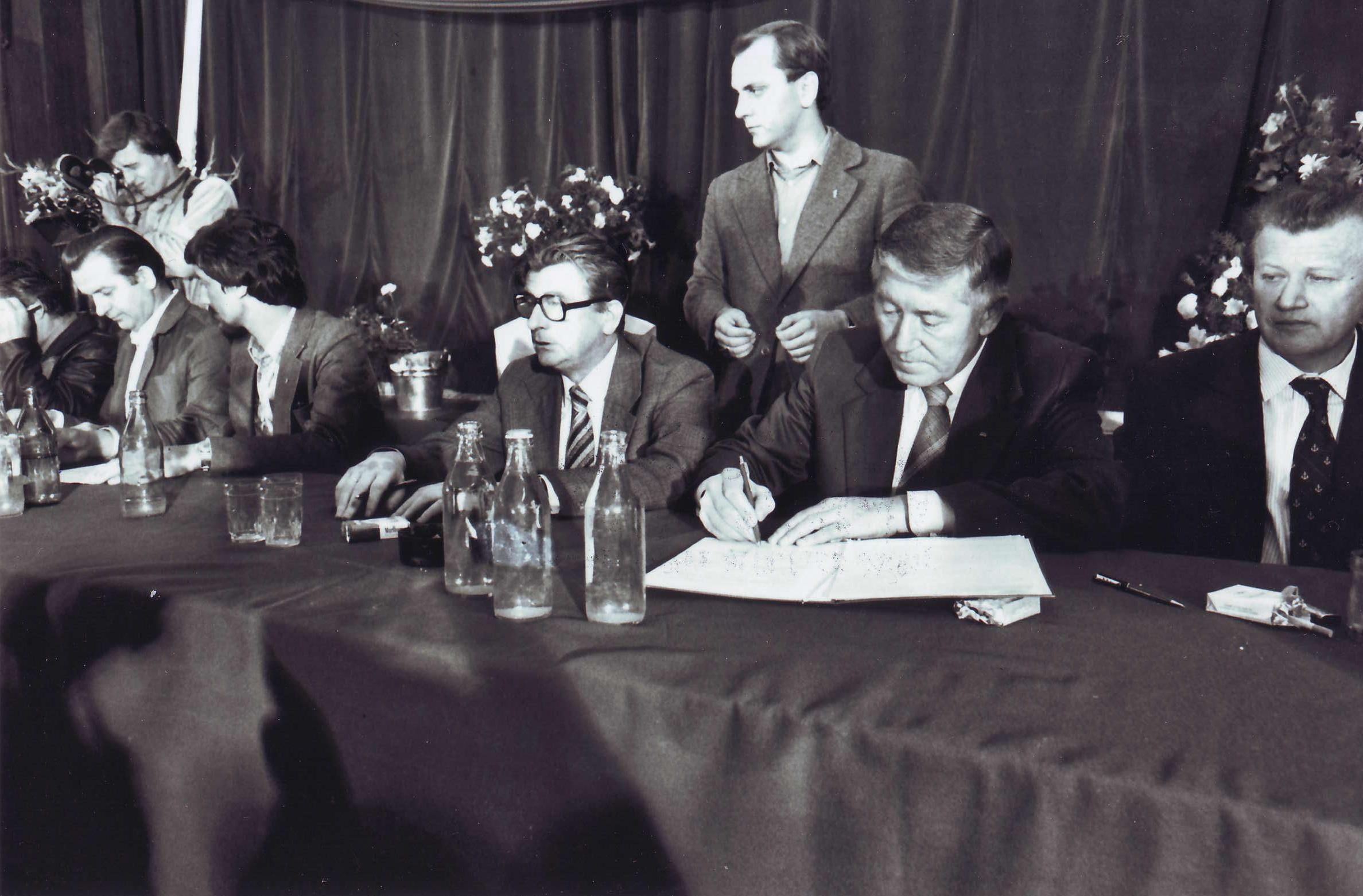
グダンスク協定締結(1980)。この時のストライキ団体が後の独立自主管理労働組合「連帯」となる

- 二百十日（ 日本）
立春から数えて210日目の日。台風襲来の時期であるため、農家にとっての厄日。2021年から2056年までは閏年とその翌年がこの日に二百十日となる。
- 国家記念日（ マレーシア）
1957年のこの日、マレーシアの前身であるマラヤ連邦がイギリスから独立を宣言したことに由来。
- 独立記念日（ トリニダード・トバゴ）
1962年のこの日、トリニダード・トバゴがイギリスから独立。
- 独立記念日（ キルギス）
1991年のこの日、キルギスがソビエト連邦からの独立を宣言。
- 連帯と自由の日（ ポーランド）
1980年のこの日、時の政府と労働者の間でグダンスク協定（英語版）が結ばれたことを記念する。休日にはならない祝日。
- 国語の日（英語版、ルーマニア語版）（"Limba Noastră";  モルドバ）
1989年のこの日、モルドバ語がモルドバの公用語となったことを記念する祝日。モルドバの国歌の題名も「我らが言葉（Limba Noastră）」で、モルドバ語で同じ表記である。
- 野菜の日／ベジタブルデー（ 日本）
8月31日の「831」が「やさい」と読めることから。野菜のよさを見直してもらおうと、1983年9月に食料品流通改善協会や全国青果物商業協同組合連合会など9団体が制定[26]。
- 八朔祭（蜂子神社祭）（ 日本）
毎年8月31日から翌9月1日早朝にかけて行なわれる山形県鶴岡市の出羽三山神社の開祖、蜂子皇子を祀る摂社蜂子神社の祭礼。 修験神事の一つで、山伏によって羽黒山頂の蜂子神社の前庭で大柴燈護摩が焚かれ、豊作と家内安全が祈られる。実った稲が台風で潰されないように祈願される。八朔とは八月朔日の略で旧暦8月1日を指し、その前夜を祭日としたので八朔祭と呼んでいる[27]。